# Лакинск
Ла́кинск — город (с 1969) в Собинском муниципальном районе Владимирской области России. Город Трудовой доблести и славы (2019).
Образует одноимённое муниципальное образование город Лакинск со статусом городского поселения как единственный населённый пункт в его составе.
Население — 12 861 чел. (2021).

## География
Город расположен на автомобильной трассе М7 «Волга» между Москвой (удалённость 150 км) и Владимиром (30 км), в 4 км от Собинки, на реке Ундолка (левый приток Клязьмы). Также на удалении 3 километров от города проходит скоростная автомобильная дорога М12 «Восток».

## История
Город образован из рабочего посёлка Лакинский, названного по фамилии местного большевика Михаила Игнатьевича Лакина (1876—1905)[уточнить].
В черту Лакинска вошло известное с конца XV века торгово-промышленное село Ундол, расположенное на одноимённой реке (ныне Ундолка). В XVI—XVIII веках село входило в Крисинскую волость Владимирского уезда Замосковного края Московского царства. В селе располагалась церковь Воскресения Христова. Село было вотчиной боярина Семена Васильевича Головина, затем его родственников. В 1781 году село Ундол принадлежало Александру Васильевичу Суворову.
Гидроним явно имеет дорусское происхождение, но народное предание связывает название Ундол с проходившей через село Владимиркой. Каторжники делали здесь привал, вследствие чего это место прозвали «унылым долом». Впоследствии Унылый дол сократилось до Ундола. В XVIII веке в Ундоле находилось имение семьи Суворовых, в 1784—1786 годах здесь жил Александр Васильевич Суворов.
В 1889 году при селе открыта ткацкая фабрика купцов Бажановых. По сути, произошёл перенос производства, основанного в середине XIX века в село Ундол по причине близости железнодорожной станции. Первое время фабрика и постройки возле неё именовались Бажановкой. В 1922 году фабрика была названа именем Лакина, убитого в Ундоле в 1905 году.
С развитием фабрики образовался рабочий посёлок Лакинский (официально этот статус населённый пункт получил в 1927 году). В апреле 1965 года в состав рабочего посёлка Лакинский были включены село Ундол и небольшие посёлки Алексеевка, Быковка, Воинской части № 74100, Кирпичного завода, Собинского автохозяйства, Собинской машинно-мелиоративной станции и посёлок при станции Ундол. В 1969 году посёлку Лакинский был присвоен статус города.
Лакинск развивался как промышленный спутник Владимира. Помимо прядильно-ткацкой фабрики в городе разместились крупный ремонтно-механический завод, молокозавод, пивзавод, мебельная фабрика, птицефабрика.
В 2008 году город Лакинск, подчинённый администрации города Собинка, передан в Собинский район.

## Население
| 1905 |
| ---- |
| 2127 |

| 1923    | 1926    | 1931    | 1939    | 1959    | 1970    | 1979    |
| ------- | ------- | ------- | ------- | ------- | ------- | ------- |
| 1296    | ↗2299   | ↗4100   | ↗7216   | ↗9844   | ↗15 077 | ↗17 493 |
| 1989    | 1992    | 1996    | 1998    | 2000    | 2001    | 2002    |
| ↗18 918 | ↗19 100 | ↘18 700 | ↘18 300 | ↘17 700 | ↘17 400 | ↘17 086 |
| 2003    | 2005    | 2006    | 2007    | 2008    | 2009    | 2010    |
| ↗17 100 | ↘16 600 | ↘16 400 | ↘16 100 | ↘15 900 | ↘15 690 | ↗15 715 |
| 2011    | 2012    | 2013    | 2014    | 2015    | 2016    | 2017    |
| ↘15 673 | ↘15 494 | ↘15 275 | ↘15 009 | ↘14 895 | ↘14 711 | ↘14 568 |
| 2018    | 2019    | 2020    | 2021    |         |         |         |
| ↘14 330 | ↘14 115 | ↘14 088 | ↘12 861 |         |         |         |

На 1 января 2025 года по численности населения город находился на 854-м месте из 1124 городов Российской Федерации.

## Герб города
Герб Лакинска утверждён в 1999 году. Челнок, расположенный в центре герба, символизирует прядильно-ткацкую фабрику, красный цвет челнока отражает название города, носящего имя Михаила Лакина, убитого в селе Ундол. Серебряная лилия символизирует духовный центр города — Казанскую церковь, а ветка хмеля говорит о знаменитом Лакинском пиве.

## Культура
В Лакинске — 2 средние школы, школа искусств, детский дом, детский (подростковый) центр. Городской дом культуры, музей А. В. Суворова, библиотека, стадион «Труд». В городе издаётся общественно-политическая газета «Лакинский вестник» (основана 12 августа 2008 года).

## Промышленность

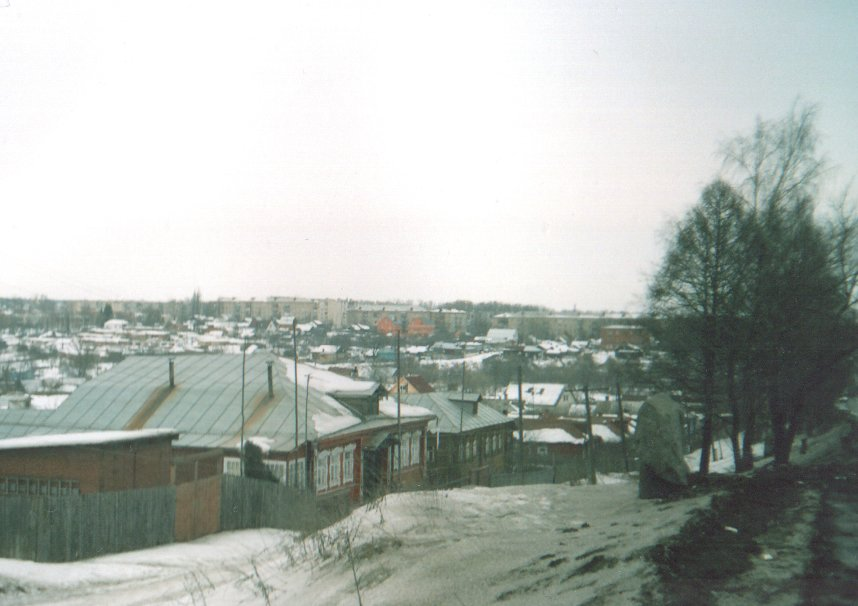
Панорама города с Ундольской горы. Справа — мемориальный камень на месте гибели Лакина, 2008 г.

- Ведущее предприятие города — прядильно-ткацкая фабрика «Лакинская мануфактура» (хлопчато-бумажные ткани и пряжа). На данный момент предприятие признано банкротом и находится в плохом виде как снаружи, так и внутри. Датой основания фабрики считается 3 февраля 1889 года, когда Владимирское губернское правление дало разрешение на её строительство (проект здания составил губернский архитектор И. А. Карабутов[34]). 6 ноября 1922 года Ундольская ткацкая фабрика братьев Бажановых была названа именем Михаила Игнатьевича Лакина. В январе 1927 года состоялся пуск первой при Советской власти прядильной фабрики, на котором присутствовал Валериан Владимирович Куйбышев. 24 января 1944 года прядильно-ткацкая фабрика была награждена орденом Трудового Красного Знамени. В 1992 году фабрика была реорганизована в ОАО «Ундольская мануфактура», которая через два года была признана банкротом. В сентябре 1998 года конкурсным управляющим фабрики Львом Фадейчевым было создано муниципальное предприятие «Лакинская мануфактура».
- ООО «Клинские снеки» — производитель продуктов питания.
- ООО «Владкон» (Владимирский консервный завод) — предприятие по производству консервов.
- Мебельная фабрика «Лакинск-мебель».
- Птицеводческая агрофирма «Курс» объединения «Владзернопродукт».
- Лакинское производственное предприятие — производство «Лакинского пива», минеральной воды «Ундольская», газированных напитков и кваса.
- ООО «ВАН» — производство безалкогольных и газированных напитков.
- Фирма «Анаком» — производство вермишели и лапши моментального приготовления.
- ООО «Пресс» — производство хлебопекарных смесей по заказу ЗАО «Дальняя Мельница» (Москва).
- ЗАО «Де Хёс» — производство премиксов и престартерного корма для поросят.
- ООО «Лакинский текстиль» — производство чулочно-носочной продукции.

## Энергетика
Электроэнергией город обеспечен от 110 кВ линии и подстанции 110/35/10(6) сетей ОАО «Владимирэнерго», в городе пять 110 кВ и четыре 35 кВ ЛЭП, связывающих соседние и удалённые посёлки (в том числе Московской области).

## Транспорт
- Железнодорожная станция Ундол линии Москва — Нижний Новгород. Время движения электропоезда до платформы «Серп и Молот» (пересадка на станции метро «Римская» и «Площадь Ильича» в Москве) составит примерно 2 часа 45 минут. До Владимира — 30—35 минут.
- Автомобильная дорога М7 «Волга».
- Скоростная автомобильная дорога М12 «Восток», расположенная в 3 километрах от города. Выезд на трассу осуществляется в 13 километрах с востока.
- По городскому тарифу осуществляются перевозки на маршрутах № 100 и 101 Собинка — Лакинск.

## Достопримечательности

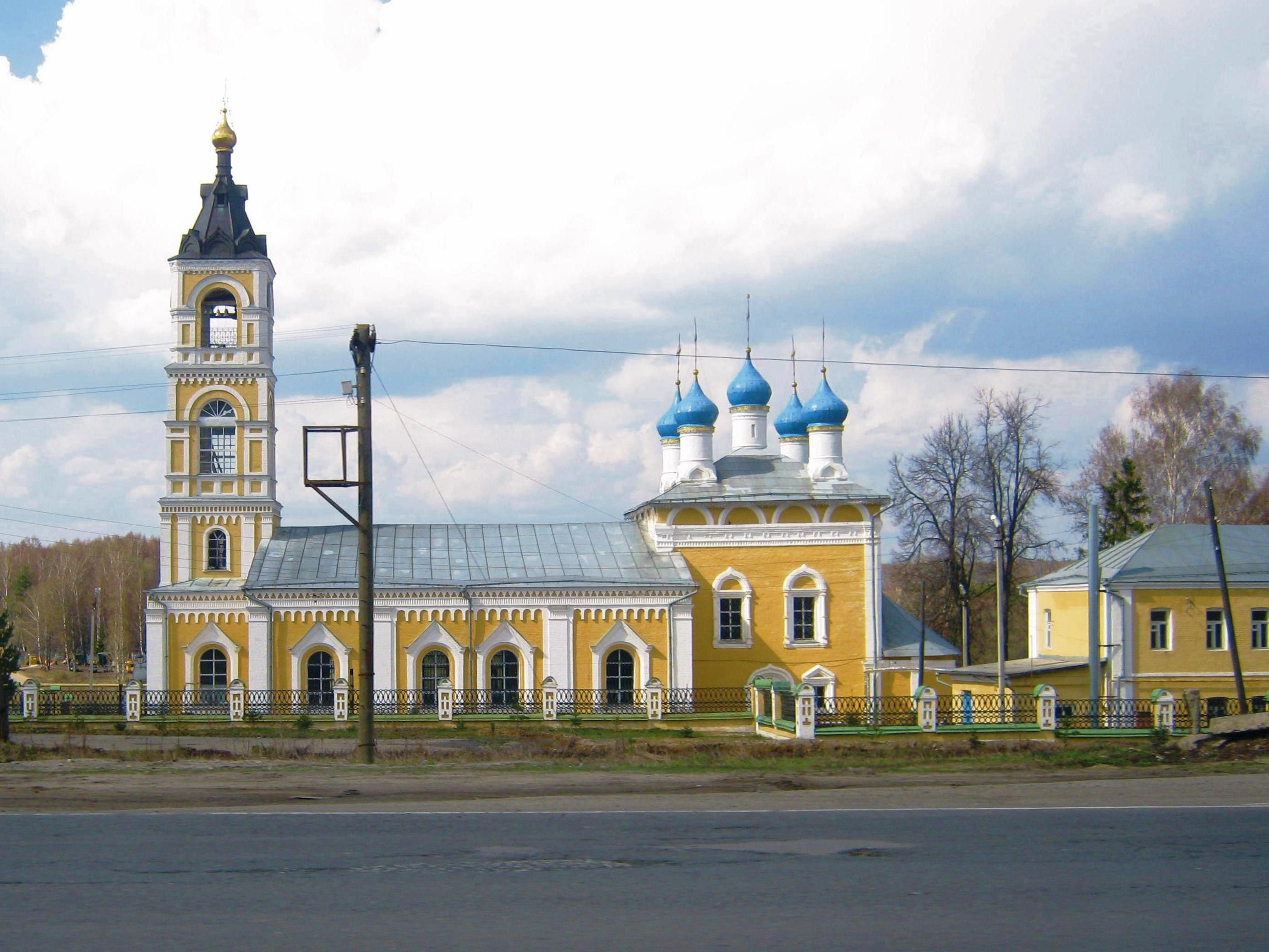
Церковь Казанской иконы Божией Матери

- Церковь Казанской иконы Божией Матери (1693).
- Памятники В. И. Ленину, М. Горькому, М. И. Лакину, скульптурная композиция «Передача олимпийского огня».

## Люди, связанные с городом
- Александр Васильевич Суворов (1730—1800) жил в ундольском имении, унаследованном им в 1775 году от отца. Впервые он приехал сюда в мае 1784 года в чине генерал-поручика, командуя Владимирской дивизией. Через год отправился в село Кистыш под Суздалем, также родовую вотчину, и пробыл там до сентября, впоследствии возвратился в Ундол, где прожил целый год. В Ундоле Суворов содержал домашний театр из крепостных актёров и музыкантов, построил школу для крестьянских детей. От имения Суворовых сохранилась часть рощи.

16 февраля 2009 года инициативная группа обратилась к Председателю Совета Федерации Сергею Миронову с просьбой о переименовании Лакинска в Суворовск — в память о знаменитом полководце (было собрано полторы тысячи подписей за переименование). Спикер парламента инициативу одобрил, но переименование города не состоялось.
- Михаил Игнатьевич Лакин (1876—1905), революционер, один из участников стачки рабочих в Иваново-Вознесенске (1905), в конце ноября 1905 года приезжал в Ундол для создания социал-демократического кружка на фабрике. В ночь с 28 на 29 ноября был убит черносотенцами.
- Село Ундол — родина библиографа, собирателя памятников славянской письменности Вукола Михайловича Ундольского (1816—1864).
- Село Ундол — родина военного фотокорреспондента газеты «Правда» Михаила Михайловича Калашникова.
- На станции Ундол некоторое время работал кассиром поэт Матвей Иванович Ожегов (1860—1931), автор песен «Меж крутых бережков», «Чудный месяц плывёт над рекою», «Потеряла я колечко» и др.
- Истории прядильно-ткацкой фабрики и города Лакинска посвящена повесть Марка Колосова «Письма с фабрики».